# Willem Dolk
Willem Dolk (Leur (gemeente Etten-Leur, Noord-Brabant), 11 oktober 1853 – 's-Gravenhage, 26 februari 1932) was een advocaat en politicus namens de Liberale Unie.
Willem Dolk was de zoon van koopman Jacob Dolk en Wilhelmina van der Burgt. Na het afronden van de vijfjarige Hogere Burgerschool in Utrecht (1874) promoveerde Dolk in de rechtswetenschap (1880) en staatswetenschap (1882), beide aan de Rijksuniversiteit Utrecht. Van 1883 tot 1891 was hij secretaris van de Raad van Beheer en redacteur van het Utrechtsch Provinciaal en Stedelijk Dagblad en van 1891 tot 1916 was hij advocaat te 's-Gravenhage.
Tussen 1896 en 1907 was Dolk lid van de Haagse gemeenteraad namens de Liberale Unie en tussen 1898 en 1916 van de Provinciale Staten van Zuid-Holland.
In 1902 werd Dolk in de Tweede Kamer der Staten-Generaal gekozen als opvolger van waterstaatkundige Jan Frederik Willem Conrad, waar hij zich aansloot bij de Vooruitstrevend-Liberale Kamerclub. Vanaf 1905 was hij ook penningmeester van deze Kamerclub en werd hij voorzitter van de "vierde afdeling" en daarmee lid van de Centrale Afdeling. Als parlementariër hield hij zich vooral bezig met waterstaat, maar was ook een van de liberale onderwijswoordvoerders en was betrokken bij verkeer. Hij behoorde in 1915 samen met Willem Theodoor Cornelis van Doorn en Rudolf Patijn tot de minderheid van de Unie-Liberalen die voor het verworpen wetsvoorstel stemden over de concessieverlening voor de ontginning van de olievelden in Djambi.
In 1916 werd Dolk veroordeeld wegens fraude door de rechtbank in Den Haag en was hij geruime tijd afwezig "wegens ziekte". Onder druk van zijn vrijzinnige kiesvereniging trok hij zich uiteindelijk in november 1916 terug als Kamerlid en verhuisde hij naar Arnhem. Hij zou in 1921 weer terugkeren in 's-Gravenhage.
Omstreeks 1881 trouwde Dolk voor de eerste maal. Na het overlijden van zijn eerste echtgenote en zijn broer Martinus hertrouwde hij met Hendrika Johanna Viruly, de weduwe van zijn broer. In 1910 werd Dolk benoemd tot Ridder in de Orde van de Nederlandse Leeuw.